# پیر برتلو
پیر برتلو (به فرانسوی: Pierre Berthelot) (زاده ۱۹۴۳) ریاضیدان اهل فرانسه است. برتلو از شاگردان الکساندر گروتندیک است. شهرت برتلو بیشتر به خاطر پروراندن نظریه «کوهمولوژی کریستالی» در تز دکترایش در دانشگاه پاریس است. وی همچنین از همکاران گروتندیک و لوک ایلوزی در نوشتن سری کتابهای «سمینار هندسه جبری» بوده‌است. برتلو هم‌اکنون استاد دانشگاه رن در شهر رن فرانسه است.

## آثار
- Berthelot, Pierre; Ogus, Arthur Notes on crystalline cohomology. Princeton University Press, Princeton, N.J.; University of Tokyo Press, Tokyo, 1978.
- Berthelot, Pierre Cohomologie cristalline des schémas de caractéristique p>0. Lecture Notes in Mathematics, Vol. 407. Springer-Verlag, Berlin-New York, 1974.